# Croton turnerifolius
Espèce
Croton turnerifolius est une espèce de plantes à fleurs du genre Croton et de la famille des Euphorbiaceae, présente au centre ouest du Brésil.